# Šrilanški slon
Šrilanški slon (znanstveno ime Elephas maximus maximus) je ena od treh priznanih podvrst azijskega slona, avtohton na Šrilanki. Od leta 1986 je azijski slon na seznamu IUCN kot ogrožen, saj se je število osebkov v zadnjih treh generacijah zmanjšalo za vsaj 50 %, pri generacijski dobi 60-75 let. Vrsta je pretežno ogrožena zaradi izgube habitataa, degradacije in razdrobljenosti.
Elephas maximus maximus je tipska podvrsta azijskega slona, ki ga je najprej opisal Carl Linnaeus pod dvočlenskim imenom Elephas maximus leta 1758.
Populacija slonov na Šrilanki je zdaj v veliki meri omejena na suho območje na severu, vzhodu in jugovzhodu otoka. Sloni so prisotni v narodnih parkih Udawalawe, Yala, Lunugamvehera, Wilpattu in Minneriya, a živijo tudi zunaj zavarovanih območij. Ocenjujejo, da ima Šrilanka največjo gostoto slonov v Aziji. Konflikt slona s človekom nastaja kot posledica spreminjanja habitata slonov v naselja in trajne nasade.

## Značilnosti
Na splošno so azijski sloni manjši od afriških in imajo najvišjo telesno točko na glavi. Konica njihovega trobca ima en prstu podoben izrastek. Hrbet je konveksen ali raven. Samice so po navadi manjše od samcev in imajo kratke okle ali so brez njih. 
Šrilanški sloni so največja podvrsta s plečno višino med 2 in 3,5 m, težo od 2000 in 5500 kg in 19 pari reber. Njihova barva kože je temnejša kot pri podvrstah indicus in sumatranus, z večjimi in bolj raznolikimi lisami depigmentacije na ušesih, obrazu, trupu in trebuhu.
Samo 7 % samcev ima okle. Sodeč po popisu slonov, ki ga je leta 2011 izvedlo ministrstvo za ohranjanje divjadi Šrilanke, ima le 2 % celotne populacije okle.
Šrilanški sloni so nekoliko manjši v primerjavi z zgodovinskimi opisi iz leta 200 pred našim štetjem in s fotografijami, posnetimi v 19. stoletju, v času kolonialne britanske oblasti na otoku. Manjša velikost je morda rezultat dolgega procesa odstranjevanja fizično najboljših primerkov iz populacije z lovom ali udomačitvijo.

## Razširjenost in habitat
Šrilanški sloni so v glavnem omejeni na nižine v suhi coni, kjer so še vedno precej razširjeni v severni, južni, vzhodni, severozahodni, severni in jugovzhodni Šrilanki. Majhna preostala populacija obstaja v zatočišču Peak Wilderness. Odsotni so iz vlažnih delov otoka. Razen narodnih parkov Wilpattu in Ruhune so vsa druga zavarovana območja velikosti manj kot 1.000 km². Veliko območij je manjših od 50 km², premalo za celotno število slonov, ki ga uporabljajo. Na območju ob reki Mahaweli so zaščitena območja, kot so narodni park Wasgomuwa, narodni park Flood Plains, narodni park Somawathiya in naravni rezervat Trikonamadu, povezani v območje, veliko 1172 km². Kljub temu približno 65 % slonov živi zunaj zavarovanih območij.

### Območje v preteklosti
V preteklosti so se sloni razširili od morske gladine do najvišjih gorskih območij. Prisotni so bili v suhih predelih, v vlažnejših nižavjih in tudi v hladnih vlažnih montanskih gozdovih. V kolonialnem obdobju od 1505 do 1948 so bila vlažna nižavja spremenjena v komercialna polja in močno zravnana. Do leta 1830 so bili slonov tako številčni, da je njihovo pobijanje vlada nagrajevala. V prvi polovici 19. stoletja so bili gozdovi v montanski coni v velikem obsegu očiščeni za sajenje kave in nato čaja. Populacija slonov v gorah je bila uničena. V času britanske vladavine so mnogi ubijali slone za trofeje. Eden od majorjev britanske vojske je zaslužen za uboj več kot 1500 slonov, dva druga vsak po pol toliko. Številni drugi športni lovci so v tem času postrelili okoli 250-300 živali. Samo med letoma 1829 in 1855 je bilo ujetih in ustreljenih več kot 6000 slonov.
Do preloma 20. stoletja so sloni še vedno živeli na večjem delu otoka. Območje, ki je trenutno znan kot narodni park Ruhuna, je bilo Resident Sportsmen's Shooting Reserve – rezervat za športni užitek britanskih prebivalcev. V začetku 20. stoletja so bili v suhi coni za potrebe namakanja zgrajeni ogromni zbiralniki. Stari sistemi namakanja so bili obnovljeni in ponovno naseljeni po osvoboditvi leta 1948. Zaradi tega je bil habitat slonov v suhi coni močno razdrobljen.

### Trend populacije
Velikost populacij divjih slonov na Šrilanki je bila ocenjena na:
- 12.000 do 14.000 v začetku 19. stoletja;[9]
- 10.000 v začetku 20. stoletja;[10]
- okoli 7.000 do 8.000 v okoli 1920;
- med 1745 in 2455 leta 1969;[11]
- med 2000 in 3435 v letu 1987
- 1967 v juniju 1993, razdrobljeni po petih regijah;[12]
- med 3150 in 4400 v letu 2000;[13]
- 3150 v letu 2006;
- 2900-3000 leta 2007;
- 5879 leta 2011, na podlagi štetja slonov ob vodnih kotanjah v sušni sezoni.

## Ekologija in vedenje
Sloni so razvrščeni kot megafavna in porabijo do 150 kg rastlinskega materiala na dan. Kot nespecializirani se hranijo z različnimi užitnimi rastlinami. Na severozahodu Šrilanke so opazovali hranjenje slonov v obdobju od januarja 1998 do decembra 1999. Sloni so jedli skupno 116 vrst rastlin, ki pripadajo 35 družinam, vključno s 27 vrstami gojenih rastlin. Več kot polovica je rastlin, ki niso drevesne vrste, to so grmovnice, zeli, trave ali plezalke. Več kot četrtina rastlinskih vrst je pripadalo družini metuljnic, 19 % vrst pa družini pravih trav. Prisotnost kulturnih rastlin v iztrebkih ni samo posledica obiranja posevkov, saj so opazili, da se sloni hranijo z ostanki posevkov v prahi. Mladiči se pretežno hranijo s travami.
Viri hrane so bogati v obnovljenih gozdovih in skopi v zrelih gozdovih. Tradicionalno požigalniško kmetijstvo ustvarja optimalen življenjski prostor slonom s spodbujanjem vegetacije.

## Ogroženost
Med oboroženimi konflikti na Šrilanki so mnoge slone pohabile ali ubile mine. Med letoma 1990 in 1994 je 261 divjih slonov podleglo poškodbam zaradi streljanja ali pa so jih ubili lovci in mine.
Danes je grožnja lovcev na slonovino manj izrazita, kljub temu pa trgovina s slonovino še obstaja. Kandi je bil opredeljen kot središče takšne nezakonite trgovine. Največjo grožnjo slonom predstavlja večanje človeške populacije in povpraševanja po zemljiščih. Izguba pomembnih območij za slone se z razvojem trenutno nadaljuje, s številnimi namakalnimi in razvojnimi projekti.
Od leta 1999 do konca leta 2006 je bilo ubitih skoraj 100 divjih slonov na leto. Sloni so bili ubiti, da bi zaščitili pridelke in hiše. Druge grožnje so lov, krčenje gozdov, suša in stradanje. V času suše se mnogi sloni poškodujejo. Samo v letu 2006 je bilo skupaj ubitih 160 slonov, od tega skoraj 80 slonov na severozahodu Šrilanke, 50 na jugu in vzhodu ter preostalih 30 v drugih delih države.

## Zaščita
Strategija ohranjanja slonov Ministrstva za ohranjanje divjadi si prizadeva ohraniti čim več samozadostnih populacij v širokem razponu primernih habitatov, kot je to izvedljivo. To pomeni, da so živali zaščitene in da jih ni dovoljeno izkoriščati.
V slonji sirotišnici Pinnawala v Kegani se zdravijo poškodovani sloni in vzgajajo zapuščeni mladiči. Tukaj živi skoraj 70 slonov. Ukvarjajo se tudi z vzrejo slonov. Tranzitni center Udawalawe v narodnem parku Udawalawe je rehabilitacijski center, kjer zadržujejo osirotele mladiče do izpusta v divjino.

## Kulturni pomen
Sloni so bili več kot dva tisoč let del singalske heraldike in so tako ostali skozi britansko kolonialno vladavino. Grb in zastava cejlonske vlade od leta 1875 do leta 1948 upodabljata slona, vključen je tudi v grbe in oznake številnih institucij.
Pomembna kulturna simbioza je med sloni in ljudmi obstajala več kot dva tisoč let - nobena verska procesija ni minila brez slonje spremljave in številni veliki budistični templji na Šrilanki so imeli svoje slone.